# 依仁親王妃周子
依仁親王妃 周子（よりひとしんのうひ かねこ、1876年〈明治9年〉8月29日 - 1955年〈昭和30年〉3月4日）は、日本の旧皇族。東伏見宮依仁親王の妃。岩倉具定公爵令嬢。母は澤為量子爵令嬢・久子。旧名は、岩倉 周子（いわくら かねこ）。皇籍離脱前の身位は親王妃で、皇室典範における敬称は殿下。皇籍離脱後の名は、「東伏見 周子（ひがしふしみ かねこ）」。

## 生涯
1876年（明治9年）8月29日、岩倉具定公爵の長女として誕生。はじめ華族女学校に学ぶが、東京女学館に転校して卒業。安井春子（広瀬武夫夫人）に漢学を、西川清子（西川虎之助の長女、ヴィッカース慶大教授夫人）に英語とピアノを、中島歌子に和歌を、野口小蘋に絵画を、それぞれ師事した。
1898年（明治31年）、依仁親王と結婚する。結婚後も教養や語学に磨きをかけるとともに、写真撮影を愛好し、夫妻で旅行を楽しんだ。容姿端麗で、駐日の欧米外交官との社交で活躍。1893年（明治26年）に来日したオーストリア皇太子フランツ・フェルディナントは、舞踏会で会った依仁親王妃の周子を「きわめて美しく魅力にあふれた女性」と評し、結婚わずか8日後に夫の依仁親王がヨーロッパへ出発したと聞いて同情したと記している。
また、香淳皇后が皇太子妃だった頃の輔導役も果たした。社会事業にも積極的で、母の岩倉久子公爵夫人の跡を追い愛国婦人会、大日本婦人衛生会の総裁を務めた。東伏見宮邸では4頭の愛犬（ジョン、タンナ、メー、フク）を飼っており、食事の際には夫妻の膝に載ることもあったという。
寡妃となった後も皇族女子として公務に勤しみ、1927年（昭和2年）2月の大正天皇大喪儀では、皇太后御名代を務める。1947年（昭和22年）10月14日、皇室典範第14条の規定により、皇籍を離脱し、以後は「東伏見 周子（ひがしふしみ かねこ）」と称す。1955年（昭和30年）3月4日逝去。78歳没。
女優・小桜葉子の伯母であり、その長男・加山雄三にとって大伯母にあたる。

## 栄典
- 1898年（明治31年）5月28日 - 勲一等宝冠章[5]
- 1906年（明治39年）4月1日 - 明治三十七八年従軍記章[6]
- 1940年（昭和15年）8月15日 - 紀元二千六百年祝典記念章[7]

## 親族
- 父：岩倉具定（公爵、第4代宮内大臣、貴族院議員）
- 母：久子（沢為量子爵令嬢、岩倉公爵夫人）
- 弟：具張（公爵、宮内省御用掛）
- 妹：豊子（西郷従徳侯爵夫人）
- 妹：米子（水野忠美子爵夫人）
- 妹：花子（武井守成男爵夫人）
- 妹：季子（島津忠弘男爵夫人）
  - 実子はなく、皇室典範の規定により養子を取ることはなかったが、邦英王(後の東伏見慈洽)を事実上養子のようにして育てていた。